# Nicole Sanquer

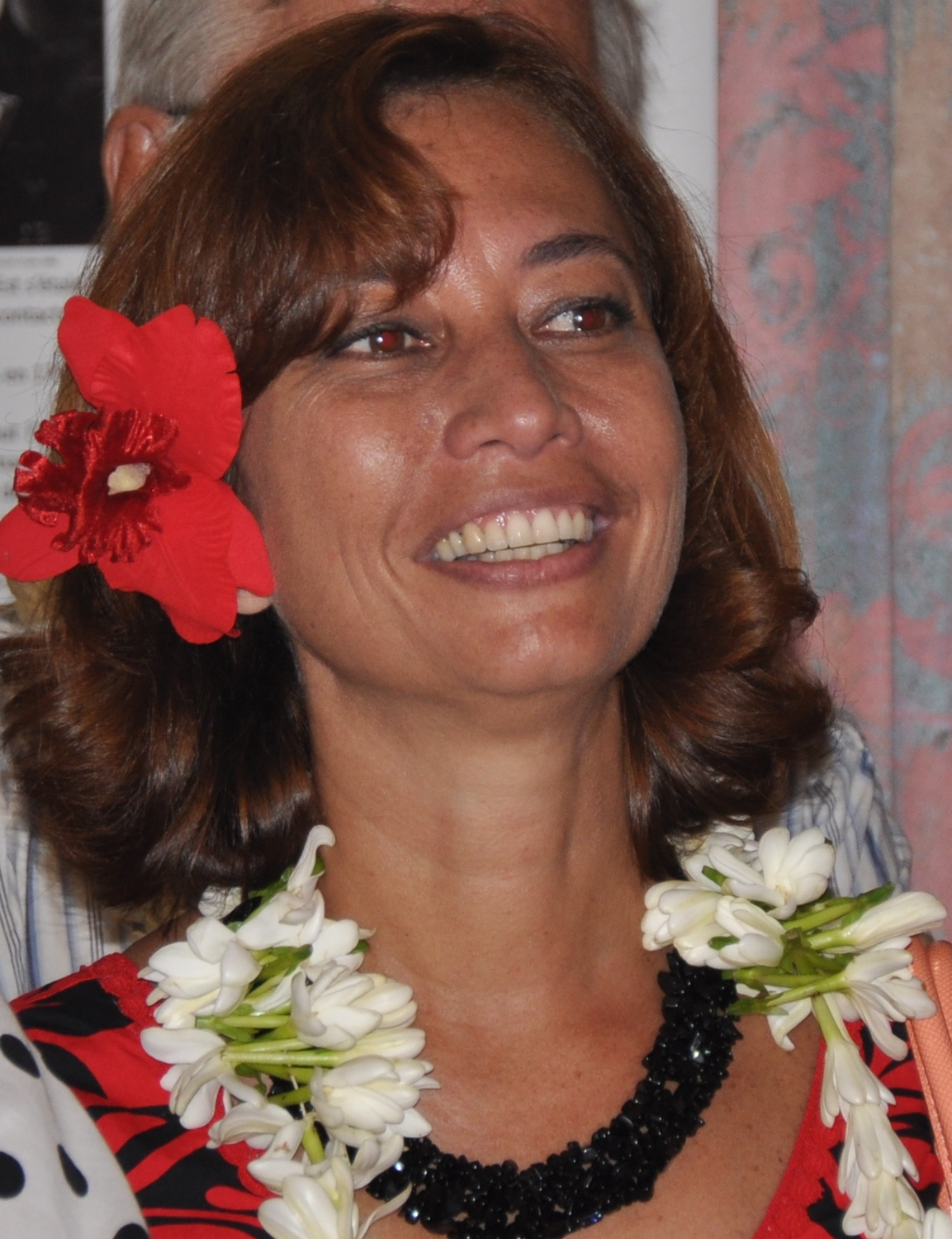
Nicole Sanquer

Nicole Sanquer (nascida em 16 de junho de 1972) é uma política da Polinésia Francesa que representa o 2º círculo eleitoral da Polinésia Francesa desde 2017 como membro do partido Tahoera'a Huiraatira. Ela é membro do grupo UDI e Independentes no Parlamento francês.